# Poppau
Poppau ist ein Ortsteil der Gemeinde Beetzendorf im Altmarkkreis Salzwedel in Sachsen-Anhalt.

## Geographie

### Lage
Poppau, ein Rundplatzdorf mit Kirche auf dem Platz, liegt rund vier Kilometer südöstlich von Beetzendorf und sechs Kilometer nordwestlich der Stadt Klötze in der Altmark.
Nordwestlich des Dorfes erhebt sich der etwa 50 Meter hohe Schalaienberg.

### Ortsteilgliederung
Zum Ortsteil gehört neben dem Dorf Poppau das einen Kilometer nordöstlich gelegene Ökodorf Sieben Linden, eine sozial-ökologische Modellsiedlung.

### Geologie
Mindestens 810 Meter unter der Geländeoberkante in Poppau liegt ein Salzstock mit einer Fläche von 7 Quadratkilometern und einer Mächtigkeit von maximal 690 Metern. Die Bundesgesellschaft für Endlagerung führt den Salzstock in einem Zwischenbericht als einen von 90 möglichen Standorten für die Endlagerung radioaktiver Abfälle auf.

## Geschichte

### Mittelalter bis 20. Jahrhundert
Das Dorf wurde erstmals im Jahre 1363 als Poppow in einem Lehnbrief über Beetzendorf und Apenburg erwähnt.
Im Landbuch der Mark Brandenburg von 1375 heißt es:

“Poppove pertinet illis de Schulenburg cum supremo et cum 12 marcis denariorum levium. Altare ecclesie Niendorp habet ibi 8 marcas den. levium. Non tenentur ad precariam.”

„Poppove gehört Deren von der Schulenburg mit Obergericht und mit 12 Mark an Leichten Pfennig. Der Altar der Kirche zu Niendorf hat dort 8 Mark Leichte Pfennig. Nicht verpflichtet zur Bede.“

Weitere Nennungen sind 1541 Poppow, 1687 Poppow und 1804 Poppau, ein Dorf mit 11 Halbbauern, 4 Einliegern und einem Krüger.
Am 20. Oktober 1814 brannte fast der gesamte Ort ab. Wie durch ein Wunder blieb die Kirche von den Flammen verschont.
Spätestens im 19. Jahrhundert wurden die Großsteingräber bei Poppau zerstört.
Im Südwesten des Dorfes bestand eine Ziegelei, die bereits in der Mitte des 19. Jahrhunderts erwähnt wurde.
Bei der Bodenreform wurden 1945 ermittelt: 26 Besitzungen unter 100 Hektar hatten zusammen 586 Hektar, der Kirche gehörten ein Hektar, der Gemeinde 9 Hektar. 1946 waren 77 Hektar Land enteignet worden. 1948 waren die Nutznießer der Bodenreform 21 Erwerber, davon 5 Neusiedler.
Im Jahre 1960 entstand die erste Landwirtschaftliche Produktionsgenossenschaft, die LPG Typ I „Mittn in de Welt“.

### Herkunft des Ortsnamens
Jürgen Udolph führt den Ortsnamen auf das slawische Wort „Pop“ für „Priester“ zurück.
Heinrich Sültmann erkennt im Namen 1363 Poppow die slawischen Worte „pup, pop“ für „kleine Erhöhung, Berg, Buckel“, ursprünglich „Nabel“. Sültmann meint: „Daraus erklärt sich wohl die Sage von der Kette in Poppau, mit der die Welt gemessen ist“.

### Eingemeindungen
Poppau gehörte ursprünglich zum Salzwedelischen Kreis der Mark Brandenburg in der Altmark. Von 1807 bis 1808 lag es im Kanton Klötze, anschließend bis 1813 im Kanton Jübar auf dem Territorium des napoleonischen Königreichs Westphalen. Nach weiteren Änderungen kam es 1816 in den Kreis Salzwedel, den späteren Landkreis Salzwedel im Regierungsbezirk Magdeburg in der Provinz Sachsen in Preußen.
Am 20. Juli 1950 wurde Poppau in die Gemeinde Bandau eingemeindet. Nach Eingemeindung der Gemeinde Bandau in die Gemeinde Beetzendorf am 1. Januar 2009 wurde Poppau ein Ortsteil der Gemeinde Beetzendorf.

### Einwohnerentwicklung
| Jahr | Einwohner |
| ---- | --------- |
| 1734 | 077       |
| 1774 | 107       |
| 1789 | 147       |
| 1798 | 098       |
| 1801 | 126       |
| 1818 | 091       |
| 1840 | 140       |

| Jahr | Einwohner |
| ---- | --------- |
| 1864 | 156       |
| 1871 | 143       |
| 1892 | [00]163   |
| 1895 | 171       |
| 1885 | 149       |
| 1900 | [00]178   |
| 1905 | 189       |

| Jahr | Einwohner |
| ---- | --------- |
| 1910 | [00]201   |
| 1925 | 198       |
| 1933 | 203       |
| 1939 | 190       |
| 1946 | 281       |
| 2015 | [00]283   |
| 2018 | [00]299   |

| Jahr | Einwohner |
| ---- | --------- |
| 2020 | [00]283   |
| 2021 | [00]280   |
| 2022 | [00]272   |
| 2023 | [0]288    |

Quelle, wenn nicht angegeben, bis 1946

## Religion
Die evangelische Kirchengemeinde Poppau, die früher zur Pfarrei Jeeben gehörte, wird heute betreut vom Pfarrbereich Beetzendorf im Kirchenkreis Salzwedel im Bischofssprengel Magdeburg der Evangelischen Kirche in Mitteldeutschland.
Die katholischen Christen gehören zur Pfarrei St. Hildegard in Gardelegen im Dekanat Stendal im Bistum Magdeburg.

## Kultur und Sehenswürdigkeiten

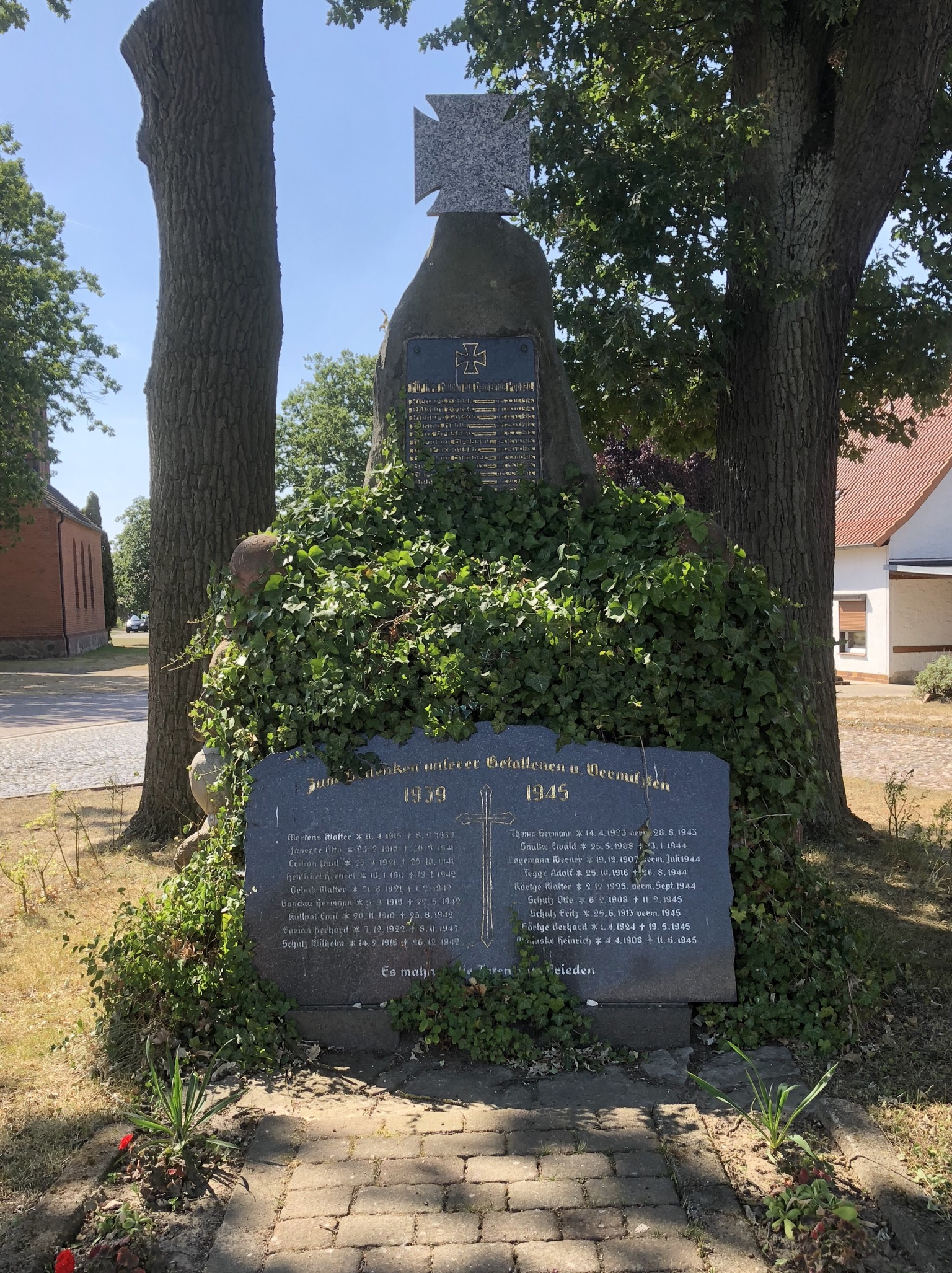
Kriegerdenkmal Poppau, 2019

### Bauwerke
- Poppau wurde als Hufeisendorf (Rundling) erbaut.
- Das Haus am Eingang zum Rundling, die Lohnmosterei, ist eines der ältesten Gebäude im Dorf.[10]
- Die heutige evangelische Dorfkirche Poppau ist ein rechteckiger neoromanischer Backsteinbau aus dem Jahre 1905. Die Kirche war eine Filialkirche der Kirche in Jeeben. Der Vorgängerbau aus dem Jahre 1706 war eine Fachwerkkirche.[24][10]
- Zentral im Ort befindet sich das Kriegerdenkmal Poppau.
- Ein großer Feldstein mit einer Kette in einem Teich im Dorf ist der historische Mittelpunkt der Welt, so berichtet es eine Sage.

## Sagen aus Poppau

### Mittelpunkt der Welt
Adalbert Kuhn berichtete 1843 aus örtlicher mündlicher Überlieferung. In Poppau ist der Mittelpunkt der Welt. Die Kette, womit das ausgemessen wurde, liegt schon seit vielen Jahren in einem kleinen Teich am Dorfausgang in Richtung Siedengrieben unter einem kantigen und spitzen Stein, der aus dem Wasser ragt. Vor einigen Jahren wollte man in der Nähe des Teiches ein Haus bauen und schütte ihn daher an der einen Seite zu, da fand einer der Bauern ein Stück der Kette aus Eisen mit Ringen, so groß wie die einer Halfterkette.
Hanns H. F. Schmidt ergänzte im Jahr 1978: Von der Stein aus wurde vor langer Zeit die Welt vermessen. In alle Himmelsrichtungen, wie die 8 Wege, die sich hier kreuzen, anzeigen. Als die langwierige Messung beendet war, wickelte man einen Teil der Kette um den Stein. Vor einigen Jahren musste der Teich entschlammt werden, da entdeckte man die rostige Kette wieder. Manche behaupteten, gewitzte Poppauer hätte in finstrer Nacht vorher dort eine Kette versenkt.
Die Sage inspirierte den Kinderbuchautor Georg Bötticher zum Gedicht „Der Mittelpunkt der Welt“, das er in „Balladen, Legenden und Schwänke“ nach 1898 veröffentlichte.

### Drehender Stein
In der Nähe des Dorfes liegt auch ein Stein. Wenn er den Hahn krähen hört, dreht er sich dreimal um.